# Oberwölz
Oberwölz est une commune depuis 2015 dans le district de Murau en Styrie, en Autriche. La ville a été fondée dans le cadre de la réforme structurelle des municipalités de Styrie, à la fin de 2014, avec la fusion des anciennes municipalités indépendantes d'Oberwölz Stadt, Oberwölz Umgebung, Schönberg-Lachtal et Winklern bei Oberwölz, dans laquelle la nouvelle municipalité est devenue classée en tant que stadtgemeinde.